# كازينو لشبونة (ماكاو)
كازينو لشبونة (بالصينية: 葡京娛樂場) هو كازينو فندقي يقع في Sé، ماكاو، مملوك لشركة Sociedade de Turismo e Diversões de Macau (STDM)  تم بناء هذا المجمع المكون من ثلاثة طوابق في أواخر الستينيات.